# Zámek Ussé
Zámek Ussé (francouzsky Château d'Ussé) se nachází přibližně deset kilometrů severovýchodně od Chinonu na jižním břehu řeky Indre, přítoku Loiry, v departementu Indre-et-Loire, region Centre-Val de Loire. Patří k nejznámějším zámkům na Loiře.
Současný zámek byl vybudován na základech středověkého hradu v 15. století a v 16. století byl rozšířen. Během 17. a 19. století byl zámek postupně přebudován v romantickém stylu.
Od roku 1927 je jako historický monument památkově chráněný. K zámku patřící kaple byla zařazena mezi památkově chráněné objekty v roce 1931 a v roce 1951 ji následoval zámecký park s oranžérií.